# Joseph E. Baird
 Joseph Edward Baird (* 12. November 1865 in Perrysburg, Ohio; † 14. Juni 1942 in Bowling Green, Ohio) war ein US-amerikanischer Politiker. Zwischen 1929 und 1931 vertrat er den Bundesstaat Ohio im US-Repräsentantenhaus.

## Werdegang
Joseph Baird besuchte die öffentlichen Schulen seiner Heimat. Im Jahr 1885 absolvierte er die Perrysburg High School. Nach einem anschließenden Jurastudium an der University of Michigan in Ann Arbor wurde er 1893 als Rechtsanwalt zugelassen. Diesen Beruf hat er aber nie ausgeübt. Im Jahr 1894 zog er nach Bowling Green. Von 1894 bis 1900 war er als County Clerk bei der Bezirksverwaltung im Wood County angestellt; zwischen 1900 und 1921 war er in der Immobilienbranche tätig. Dabei verkaufte er Ölgebiete und Farmland. Gleichzeitig schlug er als Mitglied der Republikanischen Partei eine politische Laufbahn ein. Zwischen 1902 und 1905 war er neben seinen anderen Tätigkeiten auch Bürgermeister von Bowling Green, ehe er dort von 1910 bis 1914 als Posthalter fungierte. In den Jahren 1921 bis 1923 war er Sekretär der staatlichen Versorgungskommission. Schließlich amtierte er von 1923 bis 1929 als stellvertretender Secretary of State von Ohio.
Bei den Kongresswahlen des Jahres 1928 wurde Baird im 13. Wahlbezirk seines Staates in das US-Repräsentantenhaus in Washington, D.C. gewählt, wo er am 4. März 1929 die Nachfolge von James T. Begg antrat. Da er im Jahr 1930 nicht bestätigt wurde, konnte er bis zum 3. März 1931 nur eine Legislaturperiode im Kongress absolvieren. Diese war von den Ereignissen der Weltwirtschaftskrise geprägt. Nach dem Ende seiner Zeit im US-Repräsentantenhaus zog sich Joseph Baird in den Ruhestand zurück. Er starb am 14. Juni 1942 in Bowling Green, wo er auch beigesetzt wurde.